# Ernst Hiller
Ernst Hiller (Gütersloh, 19 de noviembre de 1928 - 27 de febrero de 2008) es un expiloto de motociclismo alemán, que compitió en el Campeonato del Mundo de Motociclismo, desde 1955 hasta 1975. Conocido como "el instructor de conducción más rápido en Alemania " debido a su profesión, en su carrera, fue seis veces campeón de motociclismo alemán en la clase de 500 cc.

## Biografía
Ernst Hiller trabajó en el departamento de pruebas de Rabeneick y, a principios de la década de los 50, se le dio la oportunidad de participar en carreras de hierba, carreras de carretera y pruebas de fiabilidad. Entre 1951 y 1953 comenzó en Dürkopp y Rabeneick principalmente en carreras de hierba. Hiller participó en su primera carrera de circuito callejero el 22 de junio de 1952 en el recorrido del puerto de Kiel. Comenzó en una motocicleta casera NSU-OSL de 250 cc del conductor con licencia Hans Joachim Klotz y pudo ganar la carrera.
En 1953, Ernst Hiller comenzó junto a NSU en una de las legendarias 350. A partir de 1954, fue conductor con licencia. Después de pilotar un 500cc Matchless G45 en 1955, Hiller compitió con una BMW 500 RS desde 1956 y consiguió su primera victoria en Leipzig. Debutó en el Mundial de motociclismo en el Gran Premio de Alemania en el que acabó en sexto lugar. Siguió pilotando en el Mundial de manera esporádica hasta 1961, principalmente en las carreras en los Países Bajos y en Alemania Occidental. En 1958, Hiller consiguió su mejor posición en el Mundial al acabar séptimo de la clasificación general de la cilindrada de 500 cc con ocho puntos. En el panorama nacional, Hiller se convirtió en el piloto privado de BMW más exitoso en el Campeonato Alemán. Entre 1957 y 1959, se aseguró el título en los 500 cc con su Royal Wave BMW.
En 1960, sufrió una fuerte caída en Imola italiano, resultando en una grave fractura en la columna vertebral. En el campeonato alemán de 500 cc, nuevamente sumó en 1962 otro título nacional. Desde este momento, Hiller se alejó de su carrera como competidor. No sería hasta 1970, que volvería a participar en carreras por primera vez, después de siete años de abstinencia después de que Detlev Louis le ofreciese una Kawasaki H1R para competir. En los años siguientes estuvo en compañía de su hijo Reinhard, que también era un piloto de motos en activo. Con el motor de dos tiempos y tres cilindros, comenzó de nuevo en la clase de 500cc del campeonato alemán e inmediatamente se aseguró su quinto título. Después del subcampeonato en 1971, Hiller ganó su sexto y último título de DM en Kawasaki en 1972, ya con 43 años. También comenzó de nuevo en el Campeonato del Mundo de Motociclismo y en el Gran Premio de Alemania del Este,  celebrando su primer podio en Kawasaki por detrás de Giacomo Agostini (MV Agusta) y el neozelandés Keith Turner (Suzuki). Repetiría podio en 1973, en esta ocasión en casa, en Hockenheimring. En esa misma carrera, su hijo acabó sexto, por lo que, por primera vez en la historia del Mundial, padre e hijo sumaban puntos en una misma carrera.
A partir de su retirada en 1975, trabajó como entrenador para cursillos internacionales de formación de conductores Better Driving with BMW en Nürburgring . Desde 1998 hasta su muerte en 2008, participó en numerosas carreras de veteranos y atracciones de demostración clásicas.

## Resultados en el Campeonato del Mundo
Sistema de puntuación desde 1950 hasta 1968:
| Posición | 1.º | 2.º | 3.º | 4.º | 5.º | 6.º |
| Puntos   | 8   | 6   | 4   | 3   | 2   | 1   |

Sistema de puntuación desde 1969 hasta 1987:
| Posición | 1.º | 2.º | 3.º | 4.º | 5.º | 6.º | 7.º | 8.º | 9.º | 10.º |
| Puntos   | 15  | 12  | 10  | 8   | 6   | 5   | 4   | 3   | 2   | 1    |

### Carreras por año
(Carreras en negrita indica pole position; Carreras en cursiva indica vuelta rápida)
| Año  | Categoría | Equipo    | 1       | 2       | 3       | 4       | 5       | 6       | 7       | 8       | 9      | 10      | 11    | 12    | 13    | Pts. | Pos. |
| ---- | --------- | --------- | ------- | ------- | ------- | ------- | ------- | ------- | ------- | ------- | ------ | ------- | ----- | ----- | ----- | ---- | ---- |
| 1955 | 500cc     | Matchless | ESP -   | FRA -   | IOM -   | GER 10  | BEL -   | NED -   | ULS -   | NAT Ret |        |         |       |       |       | 0    | -    |
| 1956 | 500cc     | BMW       | IOM -   | NED 6   | BEL -   | GER 8   | ULS -   | NAT 10  |         |         |        |         |       |       |       | 0    | -    |
| 1957 | 500cc     | BMW       | GER 6   | IOM -   | NED 5   | BEL -   | ULS -   | NAT -   |         |         |        |         |       |       |       | 3    | 14.º |
| 1958 | 500cc     | BMW       | IOM -   | NED 4   | BEL Ret | GER 4   | SWE 5   | ULS Ret | NAT 10  |         |        |         |       |       |       | 8    | 7.º  |
| 1959 | 500cc     | BMW       | FRA -   | IOM -   | GER 8   | NED Ret | BEL -   | SWE -   | ULS -   | NAT 7   |        |         |       |       |       | 0    | -    |
| 1960 | 500cc     | BMW       | FRA -   | IOM -   | NED 9   | BEL -   | GER -   | ULS -   | NAT -   |         |        |         |       |       |       | 0    | -    |
| 1961 | 500cc     | BMW       |         | GER 5   | FRA -   | IOM -   | NED 9   | BEL Ret | RDA -   | ULS -   | NAT 11 | SWE Ret | ARG - |       |       | 2    | 22.º |
| 1962 | 500cc     | Matchless | IOM -   | NED 11  | BEL 7   | ULS -   | RDA -   | NAT -   | FIN -   | ARG -   |        |         |       |       |       | 0    | -    |
| 1964 | 500cc     | Norton    | USA -   |         |         | IOM -   | NED 12  | BEL -   | GER Ret | RDA -   | ULS -  | FIN -   | NAT - |       |       | 0    | -    |
| 1970 | 500cc     | Kaeasaki  | GER 8   | FRA -   | YUG -   | IOM -   | NED -   | BEL 7   | RDA -   | CZE -   | FIN -  | ULS -   | NAT - | ESP - |       | 7    | 27.º |
| 1971 | 500cc     | Kawasaki  | AUT Ret | GER 11  | IOM -   | NED Ret | BEL Ret | RDA 3   |         | SWE -   | FIN -  | ULS -   | NAT - | ESP - |       | 10   | 17.º |
| 1972 | 500cc     | König     | GER 5   | FRA -   | AUT -   | NAT -   | IOM -   | YUG -   | NED 14  | BEL -   | RDA -  | CZE -   | SWE - | FIN - | ESP - | 6    | 27.º |
| 1973 | 500cc     | König     | FRA 19  | AUT Ret | GER 3   |         | IOM -   | YUG -   | NED Ret | BEL 7   | CZE -  | SWE -   | FIN - | ESP - |       | 19   | 9.º  |
| 1974 | 500cc     | König     | FRA DNQ | GER -   | AUT -   | NAT -   | IOM -   | NED DNQ | BEL Ret | SWE Ret | FIN -  | CZE -   |       |       |       | 0    | -    |
| 1975 | 500cc     | König     | FRA -   | AUT Ret |         | GER Ret | NAT -   | IOM -   | NED -   | BEL -   | SWE -  | FIN -   |       |       |       | 0    | -    |